# ジャック×ダクスター
『ジャック×ダクスター』（ジャックンダクスター、Jak and Daxter） はソニー・コンピュータエンタテインメント（SCE）が発売したテレビゲームのシリーズ。開発はノーティドッグ。

## 概要
エルフの青年「ジャック」（この世界の登場人物は全てエルフであり、作中でエルフは「人間」とも呼ばれる）が、ひょんなことからイタチの姿になってしまった親友「ダクスター」を相棒に、失われた“古代プリカーソル文明”や神秘のエネルギー“エコ”の秘密へ迫るアクションアドベンチャーゲーム。海外では、スムーズな操作感で豊富なアクションを楽しめる良作として人気の高いシリーズであるが、国内での浸透度は低く、“隠れた佳作”とでもいうべき地味な扱いとなっている。全世界向けに開発されているため、予め一枚のディスクに複数言語による音声、字幕が収録されたマルチランゲージ仕様。アドベンチャーステージはオープンワールドで構成されており、デモシーンや一部のワープゾーンを除きゲームがシームレスで進行するのも大きな特徴である。
第1作目となる『ジャック×ダクスター 旧世界の遺産』（Jak and Daxter: The Precursor Legacy）では、冒険活劇調のファンタジー的世界観が描かれ、ファミリー向けといった感の強いストーリーだった。しかし第2作『ジャック×ダクスター2』（Jak II）から方向性が一変、当時人気が高まりつつあった『グランド・セフト・オートIII』を筆頭とする、いわゆる“クライムアクション”路線となり、前作とは正反対の重厚かつダーティーな雰囲気を前面に押し出す様になった。2004年には、3作目（PS2版は国内未発売）となる『Jak 3』がリリースされており、『旧世界の遺産』から『Jak 3』までの3作品は“三部作”という位置づけにある（いずれも初リリースはPS2でのちにPS3とPS4でリマスター版が発売されている）。日本では2017年に『Jak 3（英語版）』（トロフィーは日本語対応）がPS4で発売され、三部作全ての作品が国内でリリースされたことになる。
『Jak 3』以外のオリジナル版国内未発売シリーズ作としては、レースゲーム仕立ての『Jak X: Combat Racing』（PS2、2005年）や、ダクスターを主人公としたスピンオフ作品『Daxter』（PSP、2006年）がある。日本語は収録されていないが『Jak X: Combat Racing』（PS4、2017年）はトロフィー機能のみ日本語で収録されている。
2009年、日米ともに久々のリリースとなる『ジャック×ダクスター 〜エルフとイタチの大冒険〜』（Jak and Daxter: The Lost Frontier）がPlayStation Portableで発売。海外ではPlayStation 2版も発売され、シリーズで初めて複数のハードでのマルチ展開となった。
その後のシリーズ展開として、日本では上で記載しているように『旧世界の遺産』から『Jak 3』までの3作品のリマスター版がそれぞれ2017年にPS4で発売された。
また開発中止作品としてリブートとしての4作目になるはずであった『Jak 4（Jak & Daxter 4）』があった。ノーティードッグは2006年と2009年にPS3用に新しい『ジャック×ダクスター』のゲームを開発する事を計画し、コンセプトアートを制作していた。2014年9月と10月の『ノーティードッグへのオマージュ：30周年』と『ノーティードッグの30周年』の展示会で公開された『Jak 4（Jak & Daxter 4）』の一部のコンセプトアートでは『ジャック×ダクスター』シリーズお馴染みのカートゥーンなキャラクターデザインからリアルな原型のキャラクターデザインで描かれていた。幾つかコンセプトアートを描いた後、ノーティードッグは、『The Last of Us』のアイデアを思いついた直後に新しいIPに移行することを決定し『The Last of Us』の開発に移行した為、『ジャック×ダクスター』のリブートの4作目の開発計画を取りやめた。

### 日本語版タイトルの読み
日本語版タイトルの「×」は「&」（and）と同義で、語呂を良くするために英語の発音に近くし、「ジャック"ン"ダクスター」（Jak 'n' Daxter）と読む。この「ジャックンダクスター」という呼称は、第1作発売当時のテレビCMや雑誌媒体などでアナウンスされた程度であった。「ジャックダクスター」や「ジャックアンドダクスター」などと誤読されることもある。
日本での略称には「ジャック」、「ジャックン」、「ジャクダク」などがある。

## 国内での評価
システム回りなどゲーム的な部分に関しては、海外同様一定以上の評価を得ていると言える。一方、“洋ゲー”特有のアクの強いキャラクターデザインゆえか、一般ゲーマーからは実際にプレイする前にビジュアル面で敬遠されてしまいがちである。
この点を見越してか、第1作の発売1ヶ月前には、体験版を30万枚配布するという大々的なプロモーションが行われた。結果、それなりのセールスを記録できたものの、やはり爆発的ヒットまでには至らず、続編『ジャック×ダクスター2』はストーリーの路線変更もあって、プレス数、販売本数共に僅か数万枚程度に留まることとなった。

## シリーズ作品
発売日順。詳細は、各個ページを参照。国内未発売作に関しては、英語版も参照のこと。
ジャック×ダクスター 旧世界の遺産（PS2、原題：Jak and Daxter: The Precursor Legacy / 2001年）（PS4、2017年）
シリーズ第1作目。主人公ジャックはイタチの姿になってしまった親友ダクスターを元に戻すべく、北の大地を目指してファンタジー性あふれる広大なフィールドを冒険する。
- 通常版：2001年12月20日発売 5,800円（税別）
- PlayStation 2 the Best：2003年7月3日発売 3,000円（税別）
- 開発元：ノーティドッグ

ジャック×ダクスター2（PS2、原題：Jak II / 2003年）（PS4、2017年）
多くの要素や設定が変更され、「モーフィング・ガン」、「ダークジャック」など斬新な新要素が追加された。ストーリー、ゲームシステムともに前作よりもややハードな内容になっている。
- 2004年3月11日発売 5,800円(税別)
- 開発元：ノーティドッグ

Jak 3（PS2、2004年、日本未発売）（PS4、2017年）
『ジャック×ダクスター2』の1年後のストーリー。前2作に続く三部作の完結編。北米では2004年11月9日発売。海外でははじめにPS2で、その後PS3とPS4で発売されたが、日本では2017年にPS4で初めて発売された。
- 2017年12月21日発売
- 開発元：ノーティドッグ

Jak X: Combat Racing（PS2、2005年、日本未発売）（PS4、2017年、日本未発売）
『Jak 3』からさらに1年後が舞台の外伝ストーリー。前3作と違いレースゲームである。PS4版のトロフィー機能は日本語に対応している。
- 北米で2005年10月18日発売
- 開発元：ノーティドッグ

Daxter（PSP、2006年、日本未発売）
シリーズ初のPlayStation Portable用ソフト。ダクスターが主役のスピンオフ作品。
2007年10月9日に北米で、PSP本体とメモリースティックデュオ（1GB）のセット版が発売された。
- 北米で2006年3月14日発売
- 開発元：レディアットドーン

ジャック×ダクスター 〜エルフとイタチの大冒険〜（PSP、原題：Jak and Daxter: The Lost Frontier / 2009年）
日本では『ジャック×ダクスター2』以来約5年8ヶ月ぶりの発売となったメインシリーズの4作目（外伝を含めた全体としては6作目）。
CEROの対象年齢審査で初めてCERO：B（12才以上対象）に指定された。
- 2009年11月19日発売 UMD版：4,980円（税込） / ダウンロード版：3,800円（税込）
- 開発元：ハイインパクトゲームズ

### Jak and Daxter Collection
PlayStation 2用ソフトである『ジャック×ダクスター 旧世界の遺産』（Jak and Daxter: The Precursor Legacy）、『ジャック×ダクスター2』（Jak II）、『Jak 3』（PS2版は日本未発売）の3作品をPlayStation 3用に移植した作品。1枚のブルーレイディスクに3作品全てが収録されている。
画質が720p・60fpsに高解像度化、画面サイズも4:3から16:9へと修整。3D立体視、トロフィーにも対応している。日本では未発売。
- 北米で2012年2月7日発売
- 開発元：ノーティドッグ、Mass Media Inc.

### その他
Jak and Daxter: Limited Edition Complete Trilogy Movie DVD（2007年、日本未発売）
プロモーションDVD。Trilogy（三部作）にあたる第1作『旧世界の遺産』から第3作『Jak 3』までの映像が約90分間収録されている。それに加えて、第4作『Jak X: Combat Racing』のデモや、開発者インタビューなども収録されている。他のPlayStation 2用ソフトと同様のパッケージデザインだが、DVDの映像自体は一般のDVDプレーヤーで再生可能。しかし特典収録されている『Jak X』は、PlayStation 2またはPlayStation 3で再生した場合のみプレイ可能となっている。
- 北米で2007年2月1日発売

### ゲスト出演作品
ガチンコヒーローズ - 2011年（PS3、原題：PlayStation Move Heroes / 2011年）
ジャック×ダクスター、ラチェット&クランク、怪盗スライ・クーパー3シリーズのクロスオーバー作品。
- 2011年3月24日発売
- 開発元：Nihilistic Software

プレイステーション オールスター・バトルロイヤル - 2012年（PS3、PS Vita、2012年）
歴代のPlayStationにゆかりのあるキャラクターが一堂に会するクロスオーバー作品。
- 2013年1月31日発売
- 開発元：SuperBot Entertainment、SCEサンタモニカスタジオ、Bluepoint Games（Vita版）

## 漫画
シリーズ第1作『ジャック×ダクスター 旧世界の遺産』のコミカライズ版『ジャック×ダクスター イタチで悪いか!!』が、『別冊コロコロコミック』にて2002年2月号から2003年2月号にかけて連載された。作者は村瀬範行。
詳細は『ジャック×ダクスター イタチで悪いか!!』を参照。

## 主要登場キャラクター
ジャック（Jak）
声 - 森久保祥太郎 / 英 - ?→Mike Erwin（『Jak II』以降）、Josh Keaton（『エルフとイタチの大冒険』のみ）
本シリーズの主人公。とても長い耳を持ち、常時ゴーグルを着用しているのが特徴。日本国外版では2作目以降あごひげを生やしている。ヘブンシティを創設した勇者マールの子孫であり、ヘブンシティの正統な後継者である。『ジャック×ダクスター2』において、彼の成長を妨げようとするものから彼を守るために、セイジィによって過去の世界に隠されていたことが明らかになる。初登場時の年齢は15歳。『ジャック×ダクスター2』以降は17、18、19歳という具合に成長している。
第1作の『旧世界の遺産』では（この「旧世界」は、この項で述べている過去の世界のさらに過去に存在する古代プリカーソル文明の事を示す）、平穏な世界で冒険家を目指すひたむきな少年で、あらゆる困難に立ち向かう勇敢なキャラクターとして認知されていた。
しかし、第2作目の冒頭で、未来（現在）の世界であるヘブンシティに時間転送された直後、ヘブンシティの独裁者バロンの軍団に拉致・監禁され、2年間ダークエコを体内に注入され続けるという拷問を受けた影響で、ダークジャックに変身できる力を手に入れる。それと同時に、それまで無口だった性格から一転して荒々しい性格になってしまう。
第3作『Jak 3』では、新たなる闇の勢力Dark Makersに対抗すべく、光のエコの力でLight Jak（ライトジャック）に変身できるようになる。
第4作『Jak X』以降の作品では髪がかなり短くなっており、以前と比べて性格が丸くなっている。
ダークジャックへの変身を繰り返すとダークエコの力に飲み込まれてしまうことが判明し、第6作『エルフとイタチの大冒険』では自ら変身を禁じている。
『旧世界の遺産』ではブロオラという叔父がおり、『Jak 3』でDamasという父の存在が明らかになっている。しかし、前者はジャックが生きるべき本来の時代ではない過去の世界に存在する人間のため、ジャックの本当の叔父ではない。ちなみに、『Jak 3』のシークレット機能の1つである「Jak and Daxter Model Viewer」では、ブロオラのことは単に「Explorer（探検家）」と表記されている。
ダクスター（Daxter）
声 - 一龍斎貞友、河本邦弘（ダークダクスター時） / 英 - Max Casella、Richard McGonagle（ダークダクスター時）
ジャックの相棒。かつてはジャックと同じ人間（エルフ）だったが、ダークエコ溜まりに落ち、全身にダークエコを浴びた結果イタチの姿になってしまう（原語版ではカワウソ[otter]とイタチ[weasel]のハーフで『ottsel』という種族）。第1作目では「ダクスターは人間に戻ることができるかどうか」が大きなテーマだったが、結局もとの姿には戻れず現在に至るまでイタチのままである。通常ゲーム中はジャックの肩に乗って行動する。
第1作ではダクスター単体で行うアクションは無かったが、第2作以降は、彼自身が独立して行動するミッションが増えてくる（ジャックでは行けないような狭い通路などを進み、仕掛けを作動させるなど）。
『Jak 3』のエピローグでパンツ（イタチ用のジーパン）を手に入れ、以後常時着用している。また、4作目である『Jak X』では、ジャックが乗るカーマシンのウイング部にしがみつきながら、高速で走るマシンにしっかりとついてきている。
第5作のスピンオフ作品『Daxter』では主役を務める。
セイモス・ザ・セイジィ（Samos The Sage）
声 - 永井一郎 / 英 - Warren Burton
初期の設定では、冒険家を目指すジャックとダクスターの師匠の様な存在。ジャックやダクスターには「セイジィ」と呼ばれ慕われている。当初はこの世界に存在する4賢者の1人で、緑のエコを研究する緑の賢者という設定だった。祖父の代からプリカーソル文明の研究をしており、セイジィ自身、生涯をかけてプリカーソル文明の研究をしている。肌の色は緑で、長く垂れ下がった耳をもつ。なぜか丸太を背負っており、穴を開けて中に小鳥を飼っている。ジャックと同じくもともとは未来の世界の人間である。
第2作以降、その存在はジャックにとってさらに重要なものになっていく。ヘブンシティの世界にいた若き日のセイジィは、幼いジャックを連れ過去の世界に行くことになる。第3作目、第4作目にも続けて登場し、5作目の『Daxter』の冒頭にも引き続き登場している。
北米版での本名は「Samos Hagai」。他の賢者たちに合わせて「Green Sage」とも表記される。
ケイラ（Keira）
声 - 氷上恭子 / 英 - Anna Garduño→Tara Strong（『Jak 3』以降）
本シリーズのヒロインでセイジィの娘。緑色の髪の毛におへその見える服、首輪を着けている。メカニックの天才といわれており、過去の世界で「A-GRaV Zoomer（通称ズーマー）」、未来が舞台の『2』ではジェットボード等、ジャックの使用するアイテムを数多く発明している。特にタイムコースターは物語の核心に関係した重要な装置で、幼い頃のジャックと父セイジィが過去(ケイラとダクスターが生まれた時代)に来るため、そして未来に戻るために使用した。もっともケイラ自身は当初、発掘した(再発見した)オリジナルの装置を復元しただけだと思っており、他ならぬ自分自身がその発明者であったことになど気づく術も無かった。
ジャックに気があり、1作目、2作目では、ジャックと見つめあう場面や、ジャックと話すアシュリンに対して嫉妬する場面もあった。しかし自ら戦いの場に出る事はできないため、戦争描写の増えた3作目ではトーンやアシュリンなど、ジャックと共闘する戦士たちの影に隠れがちになり、ジャックとの会話も殆ど無かった。レースがメインとなる『Jak X』では再び才能を発揮し、ジャックたちのチームをサポートする他、自らもレーサーとして参戦する。
第6作『エルフとイタチの大冒険』で本格的にエコの賢者を志すようになり、世界のエコ枯渇問題を解決するため、ジャックに同行して世界のはずれと言われる土地「ブリンク」へ向かった。
北米版の本名は「Keira Hagai」。

### 二作目以降の登場人物
ジャック達が飛ばされた未来の世界で出会った、ヘブンシティやウェイストランドの人々。『2』から『X』まで、冒険を共にした仲間たちについて記述する。
トーン（Torn）
声 - 小山力也
ヘブンシティの支配者バロン・プラクシスの独裁に抵抗するレジスタンス組織アンダーグラウンドの幹部。額に放射状の刺青をした男。
疑り深く慎重な性格で、最初は年若く素性も知れないジャックを試そうと厳しい任務を課したが、それらを着実にこなしてく姿を見て認めるようになる。一方でダクスターの軽口に対しては辟易しており、時には激しく怒る事もある。また、かつて同僚だったアシュリンが粛清されそうになった際には組織の計画を敵に明かして仲間を危機に陥れる等、非情になりきれない面もある。
『3』ではFreedom Leagueの指導者としてジャック不在のシティでDark Makersとの戦争をアシュリンと共に指揮し、自ら前線に立って作戦を遂行する場面もある。
アシュリン・プラクシス（Ashelin Praxis）
声 - 浅川悠
独裁者バロンの娘。父の軍団クリムゾンガードの隊長でもある。
男勝りで苛烈な戦士だが父のやり方に疑問を抱いており、しばしば反発していた他、密かにアンダーグラウンドに協力もしていた。ジャックの事は戦士として高く買っており、『2』の終盤では彼の説得によって父の過ちを完全に認め、味方になっている。
『3』ではヘブンシティの知事となり、クリムゾンガードをより平和的な治安維持組織Freedom Leagueへと再編する。ジャックのシティ追放を阻止できなかった事に責任を感じており、より多くの場面でサポートする。しかしその結果として、相対的にケイラの出番が少なくなっており、彼女のヒロインとしての役割を食う形となっている。しかしジャックへの好意はそれ程強くないらしく、『X』ではトーンと仲を深めている様子が描かれている。
ジーグ（Sig）
声 - 中田譲治
人間の居住地域の外に広がるウェイストランドを探索し、脅威となる怪物を狩る戦士（ウェイストランダー）。メタルヘッドの頭部を模した鎧を身に着けた大男で、雷撃を放つ長柄の小銃ピースメーカーを武器とする。ヘブンシティの裏社会を牛耳る武器商人クルーの部下だが、その悪事に加担はせず、純粋に戦う事だけを生き甲斐としている。
テス（Tess）
声 - 冬馬由美
アンダーグラウンドのメンバー。クルーの店に従業員として入り、その動向を探っている。そこでダクスターと出会い、愛らしい外見と数々の武勇伝に惹かれるようになる。尚、ダクスターの武勇伝の多くは作り話かジャックの手柄を自分のものとして語ったものである。
『3』ではガントレーニングコースにいて、新しく開発した武器をジャックに提供する。ダクスターには完全に惚れ込んでおり、しばしば人気も憚らずに惚気てジャックを呆れさせる。長引く戦争に嫌気が差しているようで、田舎に移住したいと漏らす一方、武器を手にすると性格が豹変し暴言を連発するなど、黒い一面を覗かせる。物語の終盤、プリカーソルの祝福を受けてダクスターと同じOtselに変身した。
ペッカー（Pecker）
声 - 高木渉

## 作中用語

### プリカーソル文明
本作において最も重要な用語。はるか昔に栄えた古代の文明で、現在に至るまで様々な遺産、遺物を残している。日本では2作目までしか製作されなかったために認知されづらいが、本シリーズの醍醐味は、このプリカーソル文明の謎に迫ることでもある（2作目には、“ジャックの復讐”という大きなテーマがあったため、プリカーソル文明の存在が隠れがちだった）。第1作目の『旧世界の遺産』からは、それを真に見ることができる。
『旧世界の遺産』では、古代プリカーソル人たちはどこへ消えて行ったのかが謎に包まれている。プリカーソル文明の存在は確認できるが、学者から見てもその正体はつかめていなかった。生涯をかけてプリカーソル文明を研究しているセイジィもそう語っている。
プリカーソル人たちは、前述のとおり、世界各地に“プリカーソル文明の遺産”を多く残している。そのほとんどは、独特の茶色の発色をした金属のような物体である（銅の質感に近い）。現在残る多くの遺産のうち、建造物についてはプリカーソル人が創造したものも見受けられるが、中には現代の人間の手によって、プリカーソル文明の遺物を用いた建造物が建てられる場合もある（マールが創造したとされる「マウント寺院」など）。
また「プリカーソル文字」という独自の文字が存在し、ジャックたちが暮らす現代の時代でもなお使われている。詳しくは#プリカーソル文字を参照。
プリカーソル・オーブ（Precursor Orbs）
現代に残るプリカーソル文明の遺物。シリーズ全ての作品に登場しており、たいていは単にオーブと呼ばれる。この世界では、古代文明の遺物の割に一般的に流通しているものらしく、お金の代わりとして使われることもある。
『旧世界の遺産』に登場した際は、2000個のオーブが登場。そのほとんどは、『旧世界の遺産』での重要アイテムだったパワーセル（後述）との交換のために使用された。通常、1つのパワーセルを村人と交換する場合にはオーブ90個、オラクルの像（後述）と交換する場合にはオーブ120個が必要となる。『旧世界の遺産』でのオーブの使用目的は、このアイテム交換以外にはない。また、全ての村人、オラクルの像とパワーセルを交換したとしても、オーブは多少あまるため、全てのパワーセルを集めるためにオーブを全て集める必要はない。
『ジャック×ダクスター2』と『Jak 3』ではその役割が一新されており、前者では全286個、後者では全600個のオーブが登場する。この2作品で登場するオーブはメニュー画面でのシークレット機能をオープンさせるために必要とされる（そのシステムの詳細は2作品によって異なる）。前作に比べ登場するオーブの数が減ったことに加え、ミニゲームをクリアすることでのみもらえるオーブも存在する。そのためステージ上に存在するオーブは物陰に隠れていることなどが多く、前作に比べて見つけるのが多少困難になっている。
『Jak X』ではまさに“通貨”のような役割で登場した。レースなどを行うことによってプレイヤーはオーブを獲得することができ、そのオーブで、マシンのグレードアップパーツを買うというシステムである。パーツ購入時は数千から数万単位のオーブが必要となるため、これまでのオーブとは明らかに趣旨が異なる。
『Daxter』においては1000個のオーブが登場。2作目、3作目同様にメニューのシークレット機能をオープンさせるために必要であるほか、「Dream Sequence and Rewards（ダクスターの夢）」というミニゲームコースをオープンさせるためにも必要となる。
パワーセル（Power Cells）
パワーセルは、『旧世界の遺産』と『Jak X』で登場したプリカーソル文明の遺物。通常のプリカーソル文明の遺物に比べ、やや明るい色彩をしている。球型の小物体だが、その球体を中心にいくつかの小パーツが円を描くように飛んでいる。
『旧世界の遺産』では最も重要なアイテムとして登場した。『旧世界の遺産』でのプレイヤーの実質的な目的は、フィールド上に存在するこのパワーセルを集めることであり、特定のエリア間を移動するためには、移動に使うマシン「ズーマー」などをパワーセルの力で強化する必要があった。全101個のパワーセルが登場するが、一度エンディングを見るためにはラスボスを倒すだけでいいので、全てのパワーセルを集める必要はない。しかし、ラスボスクリア後の目的はフィールドに残されたパワーセルを全て集め、プリカーソル文明の秘密が隠されている門を開くことにある。従って、100%クリアを目指すならば、残りのパワーセルを集めなければならない（ただし、門を開くためには100個集めるだけでよい）。
『Jak X』では、レースコース上に現れるアイテムの1つとして登場。パワーセルをとると、特殊なメーターが出現し、そのメーターが満タンになるまで加速し続けることができる。メーターが満タンになった時点で、パワーセルを1つ消費したとしてカウントされる仕組みである。しかし、特定の種類のレース中にしか登場しない。
オラクルの像（The Oracle）
古代プリカーソル人たちが残した遺産の1つ。像とはいえども、言葉を発することができ、ジャックに様々な助言を与える。モザイクのかかった低い声が特徴。
『旧世界の遺産』から登場しており、そのときから、ジャックに教訓めいたことを言っていた。ゲーム内では、フィールド各地に計3体のオラクルの像が存在する。それらの像は必ずパワーセルを2個ずつもっており、120個のオーブを供えることで、パワーセル1個を交換してもらえる。
第2作目では、オラクルの像は1体しか登場しない。ヘブンシティのダスティウォーター内のある小屋の中にいる。容姿は『旧世界の遺産』に登場したオラクルの像と同じ。2作目にはパワーセルが存在しないので、「メタルヘッドの頭蓋石を指定された個数分供えると、ジャックに闇の力（ダークエコの力）を統べる技を教えてくれる。つまりダークジャックの能力の強化をしてくれる」といった具合に役割が変更されている。教訓めいた発言は前作と変わらないものの、ダークエコに蝕まれたジャックにとって、まさになくてはならない重要な存在となっている。
3作目の『Jak 3』にも引き続き登場。Monk Templeの最深部にいる。『Jak 3』のオラクルの像は、全2作の姿形を一新した、巨大な、まさに威厳ある像のような姿をしている。Monk Templeにはジャックを試す試練の間がいくつかあり、その試練をクリアしたときのみ、オラクルに会うことが許されるという仕組みである。本作では、ジャックの新たな力であるLight Jakの能力を強化、修繕してくれる。
プリカーソル人（Precursors）
古代に生きていたとされる古代人で、かなり高度な技術と文明を築いたとされている。彼らの存在と行方こそが、ジャック×ダクスターシリーズにおける最大の謎であった。彼らについて現代に残された資料はほとんどなく、生涯をプリカーソル文明の研究に費やしてきたというセイジィでさえ、プリカーソル人の全貌をほとんどつきとめられずにいた。
しかし、『Jak 3』において、ついに彼らの全貌と正体が明らかとなる。

### エコ
本シリーズに共通する概念の1つとして、「エコ」が挙げられる。「エコ」とは、いわばこの世界での魔力的なエネルギーであり、人工的なものではなく、自然環境の中にもともと存在するものとされている。劇中では生命のエネルギーとも呼ばれていた。第1作では球型のエネルギー物体の形で登場した。
エコが成り立っている原理や、そのエネルギーの具体的な使用方法などは明言されていないが、『ジャック×ダクスター2』において、ヘブンシティの独裁者バロンが、「メタルヘッドにエコを引き渡す代わりに、メタルヘッドはシティへの攻撃をほどほどに抑える」という内容の取引を行っていたことや、クラス1レースの優勝賞品がエコであったことから、この世界の住民にとって価値のないものではないことが見て取れる。
また、プリカーソル文明の遺物との関わりも少なからず存在するが（特に青のエコとの関わりは随一である）、プリカーソル文明とエコの具体的な繋がりは、未だ謎に包まれている。
『旧世界の遺産』、『Jak 3』、『Daxter』には「エコ噴き出し口」という仕掛けが存在する。地中のパイプを伝わって、地上にエコが放出されている場所のことで、中にはスイッチを入れなければ起動しない噴き出し口もある。噴き出し口の上に触れると、そのエコのメーターが満タンになる。
現在のところ、7種類のエコが確認できるが、実際にアイテムとして登場したのはそのうち6種類のみである。
緑のエコ（Green Eco）
命を司るエコ。グリーンエコとも言う。シリーズ全ての作品に登場しており、ほとんどの場合、ジャックの体力回復のために使用される。
『旧世界の遺産』では、大きな球体状のものと、小さな粒状のものの2つが登場。大きな球体状の緑のエコを1つ取ると、ジャックの体力が1回復するのだが、大きな球体状の緑のエコはステージ内に配置されている数が少ないため、基本的にライフを回復するには、粒状の緑のエコを50個集める必要がある。
『2』では、前作のライフ回復システムから発展した「ライフパック」が登場した。「ライフパック」は、緑のエコを小型の立方体の中に人工的に詰め入れたものであり、同じくライフ回復の役割を担う。それは、以後の各シリーズにも継承されている。『2』、『Jak 3』、『Daxter』では、ライフパックを1つ取るごとに、ジャック（またはダクスター）のライフが2回復する。さらに『Daxter』においては、ダクスターのライフ回復のみならず、ダクスターの武器である「Spray Gun」のエネルギーチャージにも必要となる（その際必要となるのはライフパックとは別のもので、第1作で登場したような小さな粒状のようなもの）。
『Jak X』は従来のアドベンチャーゲームではなく、レースゲームのため、レースのコース上に唐突に緑のエコが設置されている。緑のエコを取ると、そのマシンの耐久力（破壊されるまでのダメージ蓄積メーター）を一定量回復させる。
青のエコ（Blue Eco）
動きを司るエコ。『旧世界の遺産』と『Jak X』に登場した。
動きを司るだけあって、青のエコの能力はすべてスピードに影響するものである。『旧世界の遺産』では、取ると、一定時間ジャックの動きが加速された状態となり、素早く走ることができる。また、ジャックに青のエコのエネルギーが蓄積された状態の時のみ作動する仕掛けも多数存在する。また、レースゲームである『Jak X』に登場した際は、取るとマシンの加速カウンターに青のエコのエネルギーが溜まるようになっており、好きなタイミングで青のエコのエネルギーを解放することによって、マシンを急激に加速させることができる。
赤のエコ（Red Eco）
『旧世界の遺産』で登場し、『Jak X』で再登場したエコ。
『旧世界の遺産』では、取ると、一定時間ジャックの攻撃可能範囲（特に、回し蹴りを繰り出した際には、より多くの敵を攻撃できる）が拡大する上攻撃力もアップする。さらに『Jak X』においては、赤のエコを取ることによって「地雷」アイテムを1種類獲得できるという具合に、役割が一転している。
黄のエコ（Yellow Eco）
『旧世界の遺産』で登場し、『Jak X』で再登場したエコ。
『旧世界の遺産』では、取ると□ボタンを押すことで黄色のエネルギー砲弾を放つことができるようになる（その間、本来の□ボタンで繰り出せる「パンチ」は使用できない）。『Jak X』においては、黄のエコを取ることによって「ミサイル」アイテムを1種類獲得できるという具合に、赤のエコ同様役割が一転している。
ダークエコ（Dark Eco）
シリーズの全ての作品に登場している、いわばストーリー中で最も重要な役割をもつエコ。濃い紫色のような独特の発色がある。また、ダークエコクリスタルという結晶体も存在する。
闇の力を持つエコで、ダークエコに触れたものに様々な影響を与える。ダクスターをイタチに変える、ジャックにダークジャックの力を与えるなどのマイナス面での効力のみかと思いきや、マイアを若返らせるなどの、本人にとってプラスとなる現象も起こす。また、ラーカーはダークエコの泥から生まれたという設定になっている。
シリーズ全編に渡って、「ダークエコ溜まり」が登場している。ダークエコ溜まりに落ちた場合、有無を言わせず死亡扱いとなり、そのステージのはじめ（あるいはチェックポイント）からやり直しになってしまう。また、ダクスターはダークエコ溜まりに全身がつかってしまったため、イタチに変化してしまった。
『旧世界の遺産』では、ダークエコを詰めた「毒箱（ダークエコ箱）」が登場する。触れるとジャックの体力が1減る。『2』と『Jak 3』では、新たに「ダークエコ」という名称のアイテムが登場。このダークエコは『旧世界の遺産』における、緑のエコの小さな粒と同じくらいの大きさで、一定量のダークエコを集めることでダークジャックへの変身が可能になる、というもの。
『Jak X』では、ダメージを受けるなど特定の条件を満たすことでダークエコメーターが上昇していき、満タンになった時に手持ちの武器がパワーアップする、といった内容に変化。また、『Daxter』においてはダークエコ溜まりとダークエコクリスタルのみが登場する。
光のエコ（Light Eco）
『旧世界の遺産』で登場し、『Jak 3』で再登場したエコ。
光のエコは『旧世界の遺産』でもラスボス戦まで登場しない、特別なエコ。本編では明言されていないが、ダークエコと対になる力を秘めているらしく、ダクスターは光のエコで自分を人間の姿に戻せると言っていた。ラスボス戦の最終局面でステージ内に落ちてきた光のエコを取ることによって自動的にムービーがスタートし、その時点でゲームクリアとなる。光のエコを取ると、ジャックの全身が白く発光する。また、その時登場した際には、光のエコはその他のエコと同じくらいの大きさの白い個体であった。
『Jak 3』では、光のエコはダークエコ同様の重要アイテムとして登場した。光のエコを一定数集めることで、ジャックはライトジャック（Light Jak）への変身が可能となる。この光のエコは、『旧世界の遺産』で登場したような固体とは異なり、緑のエコやダークエコの小さな粒と同じ大きさであった。なお、『旧世界の遺産』のラストに登場した白く発光したジャックが、『Jak 3』のLight Jakと同等の存在なのかは不明。
汚染エコ（ILL-Gotten Eco）
『2』で登場したエコ。ドリルプラッツでバロン軍のエコタンカーが輸送していた。登場したといっても、ミッションを委託される際に発せられたセリフ内でのみ確認できるエコで、実際に同名のアイテムが存在するわけではない。

## 世界観
ジャック×ダクスターシリーズの舞台となっているのは、地球とよく似た天候、気候、環境などをもつ異世界である。広大な大地の他にも、海、山、沼など様々な種類の土地が登場する。海にはいくつか島も点在しており、船やワープ装置を使って島に行くこともできる。特に第1作では、物語のスタート地点が温暖な気候をもつ“大陸の最南端の村”で、北に進むにつれて雪山などの寒冷地帯が登場している。
舞台背景となる時代は、第1作と第2作以降で大きく異なる。第1作では、大自然あふれる広大な大地の所々に、小さな村や集落が点在している古代的世界観だった。しかし第2作以後は300年後の未来の世界が舞台となっており、急速に発達した近未来都市を起点としたテクノロジー主体の世界観になった。その近未来型の世界観は第2作目ですでに確立されたが、後に発表された3作品でさらにその幅を広げ、高度文明が発達する一方で、砂漠地帯で古典的な生活を強いられる対立部族なども描かれた。ただし第1作と第2作以降のどちらの時代においても、「プリカーソル文明」や「エコ」などの概念は共通している（プリカーソル文明やエコについては#作中用語を参照）。
ゲーム内では常に時が流れており、一定の時間が経つと昼と夜が入れ替わる（これはゲームには直接関係しない）。また地球同様太陽と月が存在するほか、シリーズを通して緑色に発光する太陽ほどの大きさの恒星が存在するのも特徴。この緑の恒星の動きは昼夜のリズムには関係せず、昼に現れることもあれば夜に現れることもある。

### プリカーソル文字
ゲーム内の世界における文字は一貫してプリカーソル文字が使われている。プリカーソル文字は、古代プリカーソル文明から伝わる文字で、現代においても主流の文字となっている。ゲーム内に登場する街の看板やアイテムにはプリカーソル文字が描かれているものも多い。
アルファベットを元に作られており、AからZまでの26文字それぞれに対応したプリカーソル文字が26種類存在する。

### ハーフ種族
各シリーズ作品には、複数の動物を掛け合わせたハーフ種族が数種類登場する。一般に飼育されている動物の1種として登場する場合もあるが、登場キャラクターの1人としてしゃべる動物が登場することもある。
- Ottsel（カワウソ[otter]とイタチ[weasel]のハーフ）

例：主要キャラクターのダクスターなど。日本語版ではイタチに統一。
- ヤコウ/Yakow（ヤク[yak]と牛[cow]のハーフ）

例：第1作、第2作の放牧地区に登場。ゾの項目も参照。
- ヒップホッグ/Hip Hog（カバ[hippo]とブタ[hog]のハーフ）

例：第1作登場のビリーのペット「ファージー」や、第2作登場のクルーの店「ヒップホッグ・サロン」のマスコットなど。
- Moncaw（サル[monkey]とインコ[macow]のハーフ）

例：預言者オニンの通訳係のペッカー。
- クロカドッグ/Crocadog（ワニ[crocodile]とイヌ[dog]のハーフ）

例：第2作登場のキッドのペット。
- Kangarat（カンガルー[kangaroo]とネズミ[rat]のハーフ）

例：第3作のあるミッション内で登場。スパーガスシティにいるリーパーリザードの好物。

## タイムライン
ジャック×ダクスターシリーズでは、全ての作品の世界は1つの時間軸上のものであり、登場キャラクターも共通である。ただし、第2作においてジャックら主要キャラクターは未来の世界にタイムトラベルしてしまったため、第1作と第2作以降の作品には約300年の時の隔たりがある。
以下にシリーズ内において物語本編が起こった時間の流れを作品別に記す。なお300年後の世界を“現在”とする。
過去
- 第1作『ジャック×ダクスター 旧世界の遺産』

古典的ファンタジー世界が舞台。ダクスターのイタチへの変身、プリカーソル文明やエコの神秘など、シリーズの基礎となる部分が描かれた。この時代は後の作品では登場しない。
現在
- 第2作『ジャック×ダクスター2』プロローグ

第1作『旧世界の遺産』で発見した機械が暴走し、300年後の世界に転送される。
- 第5作『Daxter』

『ジャック×ダクスター2』のプロローグから約2年後。独裁者バロンに囚われたジャックを助け出すためのダクスターによる救出劇が描かれる。
- 第2作『ジャック×ダクスター2』本編

『Daxter』の直後の物語。『Daxter』同様に第1作『旧世界の遺産』の時代から300年後の未来へ時間転送されたのち、さらに2年が経過した世界が舞台になっている。ジャックの「独裁者バロンへの復讐」がテーマに加わり作風にダーク性が増した。
- 第3作『Jak 3』

『ジャック×ダクスター2』の1年後の物語。プリカーソル文明やプリカーソル人の正体など、シリーズの核心となる部分が語られる。
- 第4作『Jak X: Combat Racing』

『Jak 3』の1年後の物語。外伝なので、本編の重要な部分にはあまり干渉していない。
- 第6作『ジャック×ダクスター 〜エルフとイタチの大冒険〜』

『Jak X』後の物語。ジャックらがエコを巡る2大国家の紛争に巻き込まれる。ダークジャック、ライトジャックが使用できない代わりにさまざまなエコが使えるなどシステムの変更が見られる。

## 他作品との関連
これまで発売されたジャック×ダクスターのゲームでは、他のゲームシリーズのキャラクターとのコラボレーションが多数見られる。中でも、同じくアメリカ産ゲームのラチェット&クランクシリーズとのコラボレーションが多い。これはジャック×ダクスターシリーズの開発会社であるノーティドッグとラチェット&クランクシリーズの開発会社であるインソムニアックゲームズの親交が深いためである。
『ジャック×ダクスター2』で登場する主要舞台「ヘブンシティ」内にラチェットとクランクが描かれた看板が存在したり、『Jak 3』中の「ヘブンシティ」で登場する「ガン・トレーニングコース」にラチェットとクランクを守るコースがあったりする。さらに『Jak X: Combat Racing』ではラチェットがレーサーとして堂々登場している。また、『Daxter』ではシークレット機能として、ダクスターに着用させることが可能なラチェット、クランク、スライ（怪盗スライ・クーパーシリーズの主人公）のお面が登場する。
『ジャック×ダクスター旧世界の遺産』にて、『クラッシュバンディクー2』のひとくいばなに似た植物が登場する。 『ジャック×ダクスター2』にて、「おおいわゴロゴロ」、「にげろやパパグモ」というムービー名のミッションシーンがある。 どちらも鶴見六百がローカライズを担当している。

### 関連作品
クラッシュ・バンディクーシリーズ（Crash Bandicoot）
- 『ジャック×ダクスター旧世界の遺産』にて、『クラッシュバンディクー2』のひとくいばなに似た植物が登場する。
- 『クラッシュ・バンディクー』にて、「おおいわゴロゴロ」、『クラッシュ・バンディクー2』にて「にげろやパパグマ」というムービー名のミッションシーンがある。
- どちらも鶴見六百がローカライズを担当している。

ラチェット&クランク2 ガガガ!銀河のコマンドーっす - 2003年（Ratchet & Clank: Going Commando）
- ゲーム前のデモ画面でラチェットが『ジャック×ダクスター 旧世界の遺産』や『ジャック×ダクスター2』で遊んでいる。
- 「プラネット エンダコー」にあるクランクのマンション内のテレビ画面にジャックとダクスターが映っている（『Jak II』の姿）。
- 「プラネット ダモーセル」にある銀行周辺に、ジャックとダクスターが描かれた看板が2か所に設置されている（『Jak II』の姿）。
- 「プラネット ダモーセル」におけるあるミッション終了後のムービーで、ラチェットとクランクが『旧世界の遺産』でのパワーセル入手時のダンスのまねをする場面がある。

みんなのGOLF4 - 2004年（Hot Shots Golf Fore!）
- ジャック（『Jak 3』の姿）が操作キャラクターとして、ダクスターがキャディーとして登場している（北米版など。日本版には未収録）。

ラチェット&クランク4th ギリギリ銀河のギガバトル - 2005年（Ratchet: Deadlocked）
- 「ふくそうシステム」の1つにジャック（『旧世界の遺産』の姿）のふくそうが存在する。
- 「マルチたいせん」モードのプレイヤーキャラクターの1人としてジャック（『旧世界の遺産』の姿）が登場している。

サルゲッチュ ピポサルレーサー - 2006年
- シークレットで、ズーマー型のマシンに乗るジャック（『Jak II』の姿）の格好をしたピポサルがレーサーとして登場する。

アンチャーテッド エル・ドラドの秘宝 - 2007年（Uncharted: Drake's Fortune）
- 冒頭のムービーで主人公ネイトが着ているウェットスーツの胸部に“OTTSEL”（英語版におけるダクスターの種族名）の文字が、左肩部にダクスターの顔がプリントされている。
- プリカーソル・オーブを模倣した宝物「神秘の加工品」が登場する。

Mr.PAIN - 2007年（Pain）
- PLAYSTATION Storeで追加キャラクターの1人としてダクスターをダウンロードできる。

アンチャーテッド 黄金刀と消えた船団 - 2009年（Uncharted 2: Among Thieves）
- プリカーソル・オーブを模倣した宝物「神秘の加工品」が登場する。

ModNation 無限のカート王国 - 2010年（ModNation Racers）
- PlayStation Storeで追加レーサーとしてジャックとダクスターをダウンロードできる。

リトルビッグプラネット2 - 2011年（LittleBigPlanet 2）
- 初回生産分のみジャックとダクスターのコスチュームをダウンロードできる。

アンチャーテッド 砂漠に眠るアトランティス - 2011年（Uncharted 3: Drake's Deception）
- 主人公ジャックが頭部に着用しているゴーグルが、マルチプレイ用スキン追加パーツとして配信されている。
- プリカーソル・オーブを模倣した宝物「不思議な加工品」が登場する。

アンチャーテッド 地図なき冒険の始まり - 2011年（Uncharted: Golden Abyss）
- プリカーソル・オーブを模倣した宝物「神秘の加工品」が登場する。